# Нова Церкев (Новодворський повіт)
Нова Церкев (пол. Nowa Cerkiew, нім. Neukirch) — село в Польщі, у гміні Осташево Новодворського повіту Поморського воєводства.
Населення — 443 особи (2011).
У 1975-1998 роках село належало до Ельблонзького воєводства.

## Демографія
Демографічна структура станом на 31 березня 2011 року:
|          | Загалом | Допрацездатний вік | Працездатний вік | Постпрацездатний вік |
| -------- | ------- | ------------------ | ---------------- | -------------------- |
| Чоловіки | 232     | 55                 | 158              | 19                   |
| Жінки    | 211     | 37                 | 130              | 44                   |
| Разом    | 443     | 92                 | 288              | 63                   |